# Sofia Margherita di Anhalt-Bernburg
Sofia Margherita di Anhalt-Bernburg (Amberg, 16 settembre 1615 – Dessau, 27 dicembre 1673) fu una nobile dell'Anhalt-Bernburg e principessa dell'Anhalt-Dessau.

## Biografia
Era la decima figlia femmina che Cristiano I di Anhalt-Bernburg, principe di Anhalt-Bernburg dal 1603 al 1630, ebbe dalla moglie Anna di Bentheim-Tecklenburg.
Venne data in sposa a Giovanni Casimiro di Anhalt-Dessau, principe di Anhalt-Dessau dal 1618. Il matrimonio venne celebrato a Dessau il 14 luglio 1651.
Giovanni Casimiro era vedovo di Agnese d'Assia-Kassel che lo aveva reso padre di sei figli anche se solo tre raggiunsero l'età adulta tra cui l'erede Giovanni Giorgio II di Anhalt-Dessau.
Il matrimonio sancì l'unione e l'alleanza di due diversi rami della dinastia degli Ascanidi ma rimase privo di figli, anche a causa dell'età degli sposi: Sofia Margherita aveva infatti già trentasei anni mentre suo marito diciannove più di lei.
Il matrimonio durò nove anni fino alla morte di Giovanni Casimiro avvenuta il 25 settembre 1660. Il titolo passò allora a Giovanni Giorgio II, figliastro di Sofia la quale continuò a vivere nell'Anhalt-Dessau fino alla morte.

## Ascendenza
|                                            |                                          |                                         | Genitori                                       |  |  | Nonni |  |  | Bisnonni                              |  |  | Trisnonni                            |  |
|                                            |                                          |                                         |                                                |  |  |       |  |  | Giovanni V, principe di Anhalt-Zerbst |  |  | Ernesto I, principe di Anhalt-Dessau |  |
|                                            |                                          |                                         |                                                |  |  |       |  |  | Giovanni V, principe di Anhalt-Zerbst |  |  | Ernesto I, principe di Anhalt-Dessau |  |
|                                            |                                          | Margherita di Münsterberg-Oels          |                                                |  |  |       |  |  | Giovanni V, principe di Anhalt-Zerbst |  |  |                                      |  |
| Gioacchino Ernesto, principe di Anhalt     |                                          |                                         |                                                |  |  |       |  |  | Giovanni V, principe di Anhalt-Zerbst |  |  |                                      |  |
|                                            |                                          | Margherita di Brandeburgo               | Gioacchino I, principe elettore di Brandeburgo |  |  |       |  |  |                                       |  |  |                                      |  |
|                                            |                                          | Margherita di Brandeburgo               | Gioacchino I, principe elettore di Brandeburgo |  |  |       |  |  |                                       |  |  |                                      |  |
|                                            |                                          | Margherita di Brandeburgo               | Elisabetta di Danimarca                        |  |  |       |  |  |                                       |  |  |                                      |  |
| Cristiano I, principe di Anhalt-Bernburg   |                                          | Margherita di Brandeburgo               |                                                |  |  |       |  |  |                                       |  |  |                                      |  |
|                                            |                                          | Volfango I, conte di Barby-Mühlingen    | Burcardo VII, conte di Barby-Mühlingen         |  |  |       |  |  |                                       |  |  |                                      |  |
|                                            |                                          | Volfango I, conte di Barby-Mühlingen    | Burcardo VII, conte di Barby-Mühlingen         |  |  |       |  |  |                                       |  |  |                                      |  |
|                                            |                                          | Volfango I, conte di Barby-Mühlingen    | Maddalena di Meclemburgo-Stargard              |  |  |       |  |  |                                       |  |  |                                      |  |
| Agnese di Barby-Mühlingen                  |                                          | Volfango I, conte di Barby-Mühlingen    |                                                |  |  |       |  |  |                                       |  |  |                                      |  |
|                                            |                                          | Agnese di Mansfeld-Mittelort            | Gebardo VII, conte di Mansfeld-Mittelort       |  |  |       |  |  |                                       |  |  |                                      |  |
|                                            |                                          | Agnese di Mansfeld-Mittelort            | Gebardo VII, conte di Mansfeld-Mittelort       |  |  |       |  |  |                                       |  |  |                                      |  |
|                                            |                                          | Agnese di Mansfeld-Mittelort            | Margherita di Gleichen-Blankenhein             |  |  |       |  |  |                                       |  |  |                                      |  |
| Sofia Margherita di Anhalt-Bernburg        |                                          | Agnese di Mansfeld-Mittelort            |                                                |  |  |       |  |  |                                       |  |  |                                      |  |
|                                            | Eberwin III, conte di Bentheim-Steinfurt | Arnoldo II, conte di Bentheim-Steinfurt |                                                |  |  |       |  |  |                                       |  |  |                                      |  |
|                                            | Eberwin III, conte di Bentheim-Steinfurt | Arnoldo II, conte di Bentheim-Steinfurt |                                                |  |  |       |  |  |                                       |  |  |                                      |  |
|                                            | Eberwin III, conte di Bentheim-Steinfurt | Valburga di Brederode                   |                                                |  |  |       |  |  |                                       |  |  |                                      |  |
| Arnoldo III, conte di Bentheim-Tecklenburg | Eberwin III, conte di Bentheim-Steinfurt |                                         |                                                |  |  |       |  |  |                                       |  |  |                                      |  |
|                                            |                                          | Anna, contessa di Tecklenburg-Schwerin  | Corrado, conte di Tecklenburg-Schwerin         |  |  |       |  |  |                                       |  |  |                                      |  |
|                                            |                                          | Anna, contessa di Tecklenburg-Schwerin  | Corrado, conte di Tecklenburg-Schwerin         |  |  |       |  |  |                                       |  |  |                                      |  |
|                                            |                                          | Anna, contessa di Tecklenburg-Schwerin  | Matilde d'Assia                                |  |  |       |  |  |                                       |  |  |                                      |  |
| Anna di Bentheim-Tecklenburg               |                                          | Anna, contessa di Tecklenburg-Schwerin  |                                                |  |  |       |  |  |                                       |  |  |                                      |  |
|                                            |                                          | Gumprecht II, conte di Neuenahr-Alpen   | Gumprecht I, conte di Neuenahr-Alpen           |  |  |       |  |  |                                       |  |  |                                      |  |
|                                            |                                          | Gumprecht II, conte di Neuenahr-Alpen   | Gumprecht I, conte di Neuenahr-Alpen           |  |  |       |  |  |                                       |  |  |                                      |  |
|                                            |                                          | Gumprecht II, conte di Neuenahr-Alpen   | Amalia di Wertheim                             |  |  |       |  |  |                                       |  |  |                                      |  |
| Maddalena di Neuenahr-Alpen                |                                          | Gumprecht II, conte di Neuenahr-Alpen   |                                                |  |  |       |  |  |                                       |  |  |                                      |  |
|                                            |                                          | Amöne di Daun-Falkenstein               | Wirich V, conte di Daun-Falkenstein            |  |  |       |  |  |                                       |  |  |                                      |  |
|                                            |                                          | Amöne di Daun-Falkenstein               | Wirich V, conte di Daun-Falkenstein            |  |  |       |  |  |                                       |  |  |                                      |  |
|                                            |                                          | Amöne di Daun-Falkenstein               | Ermengarda di Sayn                             |  |  |       |  |  |                                       |  |  |                                      |  |
|                                            |                                          | Amöne di Daun-Falkenstein               |                                                |  |  |       |  |  |                                       |  |  |                                      |  |